# Jean Delay (évêque)
Pour les articles homonymes, voir Jean Delay et Delay.
Jean  Delay, (Jean Claude) né à Lorette (Loire) le 19 décembre 1879  et mort à Vernaison (Rhône) le 6 décembre 1966, a été évêque de Marseille de 1937 à 1956.

## Biographie

### Jeunesse et formation
Issu d'une famille d'industriels de la Loire, Jean Claude Delay est né à Lorette le 19 décembre 1879. Il fait ses études chez les pères maristes à Saint-Chamond puis au séminaire français de Rome. Il est ordonné prêtre pour le diocèse de Lyon en octobre 1902.

### Famille
Jean Delay est un cousin germain de Maurice Delay, chirurgien puis maire de Bayonne. Il est donc un oncle à la mode de Bretagne de Jean Delay, psychiatre et neurologue, de l'Académie française, et un grand-oncle de Florence Delay, écrivaine, de l'Académie française et de Claude Delay, psychanalyste et écrivaine. Du côté de sa mère, il est également le cousin germain de Louis Drillon, industriel stéphanois « mort pour la France » le 24 septembre 1914.

### Prêtre diocésain
D'abord vicaire il se voit rapidement confier la responsabilité de créer la paroisse de La Valette en périphérie de Saint-Chamond dont il est curé.
Précurseur en matière de protection sociale il participe en 1922 à la fondation de la Mutuelle du clergé de Lyon, plus tard dénommée La Primatiale et membre du mouvement des catholiques sociaux réuni par Marius Gonin. En 1924 il devient vicaire général de Louis-Joseph Maurin, archevêque de Lyon.
Dès 1926, il assure la gestion du sanatorium du clergé de France, installé à Thorenc (Andon, Alpes-Maritimes) étant le président de la Mutuelle diocésaine Rhône et Loire et le fondé de pouvoir de l’Association du sanatorium du clergé jusqu'à la vente du domaine en 1950 à l’hôpital général de la Charité de Grasse. Ce domaine de 20 hectares comprenant le château de Bas-Thorenc est en effet acheté en 1926 pour les soins et la guérison des prêtres tuberculeux. Le sanatorium est ouvert le 1er septembre 1928. Sous son impulsion, les locaux, rapidement devenus trop exigus sont agrandis. Les nouveaux bâtiments sont inaugurés en 1937 par le cardinal Jean Verdier, archevêque de Paris. Le suivi médical est placé sous la direction de la Société médicale de Saint-Luc. La Seconde guerre mondiale et l’évolution des soins antituberculeux grâce à l'antibiothérapie naissante, mettent fin aux activités du sanatorium.

### Évêque
En 1928, il est nommé évêque auxiliaire de Louis-Joseph Maurin cardinal archevêque de Lyon, en résidence à Saint-Étienne. Il est consacré le 29 octobre de la même année évêque titulaire de Leptis Magna (de) par Louis-Joseph Maurin avec comme co-consécrateurs Jean-Marie Bourchany et Jean-François Marnas. Au décès du cardinal en 1936, il assure la charge de vicaire capitulaire durant la vacance du siège.
Il est nommé au siège épiscopal de Marseille le 15 août 1937 et y demeure jusqu’en 1956.
Durant son épiscopat il consacre plusieurs nouvelles églises comme Sainte Louise de Marillac à Bois-Luzy en 1939, Saint Maurice à Pont-de-Vivaux  en 1941 et érige de nouvelles paroisses comme Sainte Rita aux Trois-Lucs ou Saint Jean Bosco au Redon.
En 1941{{référence souhaitée}}, la mission ouvrière des prêtres insérés en paroisse dans le nord de Marseille et dans la vallée de l'Huveaune, devient « Prêtres au travail ».
Le 5 mai 1947, il consacre l’église du Sacré-Cœur à Marseille et y dit la première messe.
Par une bulle du 31 janvier 1948, le pape Pie XII érige l’évêché de Marseille en archevêché. Le nonce apostolique Angelo Roncalli, futur pape Jean XXIII, préside le 27 mai 1948 la cérémonie d’intronisation du nouvel archevêque en présence de Louis Paul Rastouil, évêque de Limoges, et de Paul Biéchy, vicaire apostolique de Brazzaville.
En 1952, un synode diocésain prend en compte la place nouvelle du laïcat et l'évolution des communautés chrétiennes ; dans un souci de rapprocher l’Église du prolétariat, l’expérience des prêtres ouvriers est lancée à Marseille. Mais dès 1953, Jean Delay décide de rappeler les prêtres ouvriers de son diocèse.

### Retraite et mort
Le 6 septembre 1956, Jean Delay, âgé de 77 ans, confronté à l'extrême lourdeur de sa charge, démissionne pour raison de santé. Le 11 septembre de la même année, il est nommé archevêque titulaire de Pompéiopolis-en-Paphlagonie (de)
Le 20 avril 1958, il baptise le prince héritier Albert de Monaco dans la cathédrale de l'Immaculée Conception de Monaco, avant que celui-ci ne soit présenté au balcon du Palais au peuple de Monaco, par le prince souverain Rainier III de Monaco, son père, et Grace Kelly, sa mère.
Il décède le 6 décembre 1966 dans la maison des prêtres de Saint François de Sales à Vernaison (Rhône) qu'il avait fondé dans le diocèse de Lyon.

## Seconde Guerre mondiale
Il dirige donc l’Église de Marseille pendant la période particulièrement éprouvante et difficile de la Seconde Guerre mondiale. Après la défaite de la France, Jean Delay exprime sa désolation : « Comment traduire nos angoisses, nos déceptions, notre immense tristesse devant le destin douloureux de notre chère patrie ? ».
Au début de l’occupation, comme beaucoup de Français, il accorde une certaine confiance au régime de Vichy. À la suite de l'explosion d'une bombe dans la Grande Synagogue de Marseille le 19 mai 1941, il écrit une lettre au Grand Rabbin Israël Salzer de Marseille pour lui exprimer son indignation,. Les Forces françaises libres ont transmis clandestinement cette lettre aux pays anglophones, où elle a été ainsi traduite :
« My dear Grand Rabbi: I wish to express my deep indignation at the criminal and cowardly act committee (sic) last night against the synagogue of Marseilles. Our moral sense cries out against such an outrage and all Frenchmen loving peace which is so vital in these trying times must condemn it and hope that it will be properly punished. »
Très inquiet des arrestations des juifs, il proteste vigoureusement en particulier le 4 septembre 1942 dans une lettre pastorale rendue publique qui prit une ampleur nationale : « Arrêter en masse, uniquement parce qu’ils sont juifs et étrangers, des hommes, des femmes et des enfants qui n’ont commis aucune faute personnelle, dissocier les membres d’une même famille et les envoyer peut-être à la mort, n’est-ce pas violer les lois sacrées de la morale et les droits essentiels de la personne humaine et de la famille, droits qui viennent de Dieu ? ».
Il manifeste encore sa désapprobation lors des violences faites aux habitants expulsés du quartier du Panier lors de la rafle de Marseille en janvier 1943, dont 782 juifs qui seront déportés à Sobibor.
C’est en vertu de cette position courageuse que Jacques Chirac, Président de la République française, a pu dire lors de l’inauguration de la clairière des Justes à Thonon-les-Bains : « Justes Mgr Saliège à Toulouse, Mgr Delay à Marseille, le pasteur Boegner et tant d’autres qui, profondément blessés dans leur foi et leur dignité de chrétiens, réagirent publiquement et tentèrent d’intervenir auprès des autorités de Vichy ». Son action en faveur des juifs facilite celle de religieux marseillais engagés dans la résistance spirituelle au nazisme tels le père Marie-Benoît, le père Joseph-Marie Perrin, les sœurs de Sion, mais aussi celle de nombreux laïcs. Le 30 juin 2014, il est reconnu Juste parmi les Nations par le mémorial de Yad Vashem.
Lors des combats de la libération de Marseille en août 1944, la résidence épiscopale se trouve au milieu du champ de bataille pour la prise de la colline de la Garde et de la Basilique Notre-Dame-de-la-Garde. Jean Delay soigne les blessés dans le jardin même de sa résidence, laquelle se trouve incendiée par le feu d'un char touché à proximité. Le 30 août 1944 il peut enfin présider la cérémonie d'action de grâce dans cette basilique en présence du général de Montsabert libérateur de Marseille à la tête de la 3e division d'infanterie algérienne.

## Succession apostolique
Jean Delay a ordonné les évêques suivants :
- Évêque Louis-Paul Rastouil (1938)
- Évêque André-Pierre Duirat (de), S.M.A. (1956)

## Héraldique
Les armoiries de Jean Delay se blasonnent : d'azur à deux palmes d'argent passées en sautoir accompagnées en cœur d'une étoile rayonnante du même, au chef de gueules chargé d'un griffon passant et d'un lion passant affrontés, tous deux d'argent.
La devise en est Parare Domino plebem perfectam (préparer au Seigneur un peuple parfait). Le cri surmontant le chapeau est Stella duce (sous la conduite de l'Étoile).

## Hommages et Distinctions
Jean Claude Delay est élu à l'Académie de Marseille en 1949. Il est  Officier de la Légion d'honneur.